# Le Légataire universel

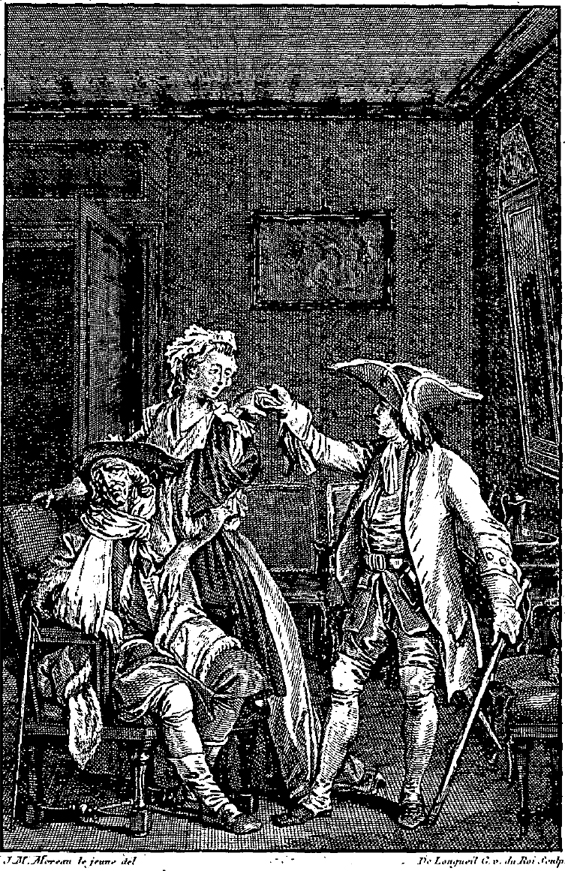
Il·lustració de l'edició de 1820

Le Légataire universel (L'hereu universal) és una comèdia en cinc actes i en vers, escrita el 1708 per Jean-François Regnard. Se la considera la seva obra mestra. Representada per primera vegada el dilluns, 9 de gener de 1708, al Théâtre Français de París, va ser un èxit d'acollida. Se'n van fer 20 representacions.

## Argument
Per poder casar-se amb Isabelle, Éraste necessita aconseguir l'herència de Géronte. Per la seva part, Géronte compta deixar la seva fortuna a un nebot baix-normand i a una neboda de Le Mans. Crispin necessita també aquest matrimoni per poder casar-se amb Lisette. És per això que es disfressa successivament de nebot, de neboda i, després, de notari Scrupule quan aquest vol fer testar a Géronte, a punt de morir. Els esdeveniments es precipiten quan Géronte es recupera i quan el notari es presenta a casa seva per portar-li el testament.

## Personatges
- Géronte, oncle d'Éraste
- Senyora Argante, mare d'Isabelle
- Éraste, enamorat d'Isabelle
- Isabelle, enamorada d'Éraste
- Crispin, criat d'Éraste, enamorat de Lisette
- Lisette, serventa de Géronte
- Senyor Scrupule, notari
- Senyor Gaspard, notari
- Senyor Clistorel, apotecari